# مبرهنة المربعات الثلاث للوجوندر
في الرياضيات، مبرهنة المربعات الثلاث للوجوندر (بالإنجليزية: Legendre's three-square theorem) هي مبرهنة تنص على أن عددا طبيعيا يمكن أن يكتب على شكل مجموع ثلاث مربعات
{\displaystyle n=x^{2}+y^{2}+z^{2}}
إذا وفقط إذا توفر ما يلي {\displaystyle n=4^{a}(8b+7)} حيث a وb عددان صحيحان طبيعيان.

## البرهان
انظر إلى تقابل تربيعي.